# Omni Air International
Omni Air International – amerykańskie czarterowe linie lotnicze z siedzibą w Tulsie. Specjalizują się w czarterowych lotach pasażerskich oraz wynajmie samolotów w formule ACMI (samolot, załoga, obsługa techniczna i ubezpieczenie). 
Przewoźnik zajmuje się również przewozami na zlecenie Departamentu Obrony Stanów Zjednoczonych, a także jest częścią Civil Reserve Air Fleet.

## Flota
Według stanu na maj 2025 flota Omni Air International składała się z 14 samolotów o średnim wieku 26,3 lat:
| Samolot        | Samolot | Samolot   | Liczba miejsc | Liczba miejsc | Liczba miejsc | Uwagi |
| Model          | Aktywne | Zamówione | B             | E             | Łącznie       | Uwagi |
| -------------- | ------- | --------- | ------------- | ------------- | ------------- | ----- |
| Boeing 767-200 | 2       | -         | 20            | 195           | 215           |       |
| Boeing 767-300 | 9       | -         | 19            | 222           | 241           |       |
| Boeing 767-300 | 9       | -         | VIP           |               |               |       |
| Boeing 777-200 | 3       | -         | -             | 381           | 381           |       |
| Łącznie        | 14      | 0         |               |               |               |       |